# Pinturas murales de la conquista de Mallorca
Pinturas murales de la conquista de Mallorca es el nombre por el que se conoce al conjunto de tres paneles de frescos que forman parte de un ciclo narrativo sobre la conquista de Mallorca por el rey Jaime I el Conquistador y con los que se decoraron una sala del Palacio Aguilar —anteriormente Palacio Caldes y actualmente sede del Museo Picasso— situado en la ciudad de Barcelona. Están fechados entre 1285 y 1290 y fueron realizados por un pintor anónimo llamado maestro de la conquista de Mallorca. Estos frescos fueron descubiertos en 1961 y trasladados al año siguiente, para su conservación, al Museo Nacional de Arte de Cataluña en Barcelona donde se encuentran expuestos.
Tanto los hechos representados como los personajes que participaron, que, entre otros, han sido identificados el rey Jaime I, Guillermo II de Bearne, el conde Nuño Sánchez de Rosellón y Cerdaña o el obispo Berenguer de Palou de Barcelona, fueron extraídos de dos de las Cuatro grandes crónicas, el Llibre dels feits o Crónica de Jaime I (1213-1276), y de la Crónica de Bernat Desclot o Llibre del rei en Pere e dels seus antecessors passats (1283-1288).

## Contexto pictórico
Dentro el contexto pictórico del gótico lineal en el Principado de Cataluña, destaca el taller que realizó las pinturas al fresco en los muros de diversos palacios de la ciudad de Barcelona, de los que se pueden citar como los más importantes los del Saló del Tinell del Palacio Real Mayor  o los del Palacio Aguilar. Seguramente fueron ejecutados por un taller que trabajó para el rey Alfonso III de Aragón i Jaime II de Aragón, la nobleza y también para encargos provenientes del estamento eclesiástico en las zonas de Barcelona y de Mallorca. Así se pueden ver las similitudes que guardan las obras murales de los palacios nombrados con el retablo de Santa Perpetua de Mogoda en la parroquia de esta ciudad o en Palma de Mallorca con el retablo de Santa Úrsula del convento de San Francisco y el retablo de Sant Bernat realizado para los templarios y conservado en el Museo de Mallorca.

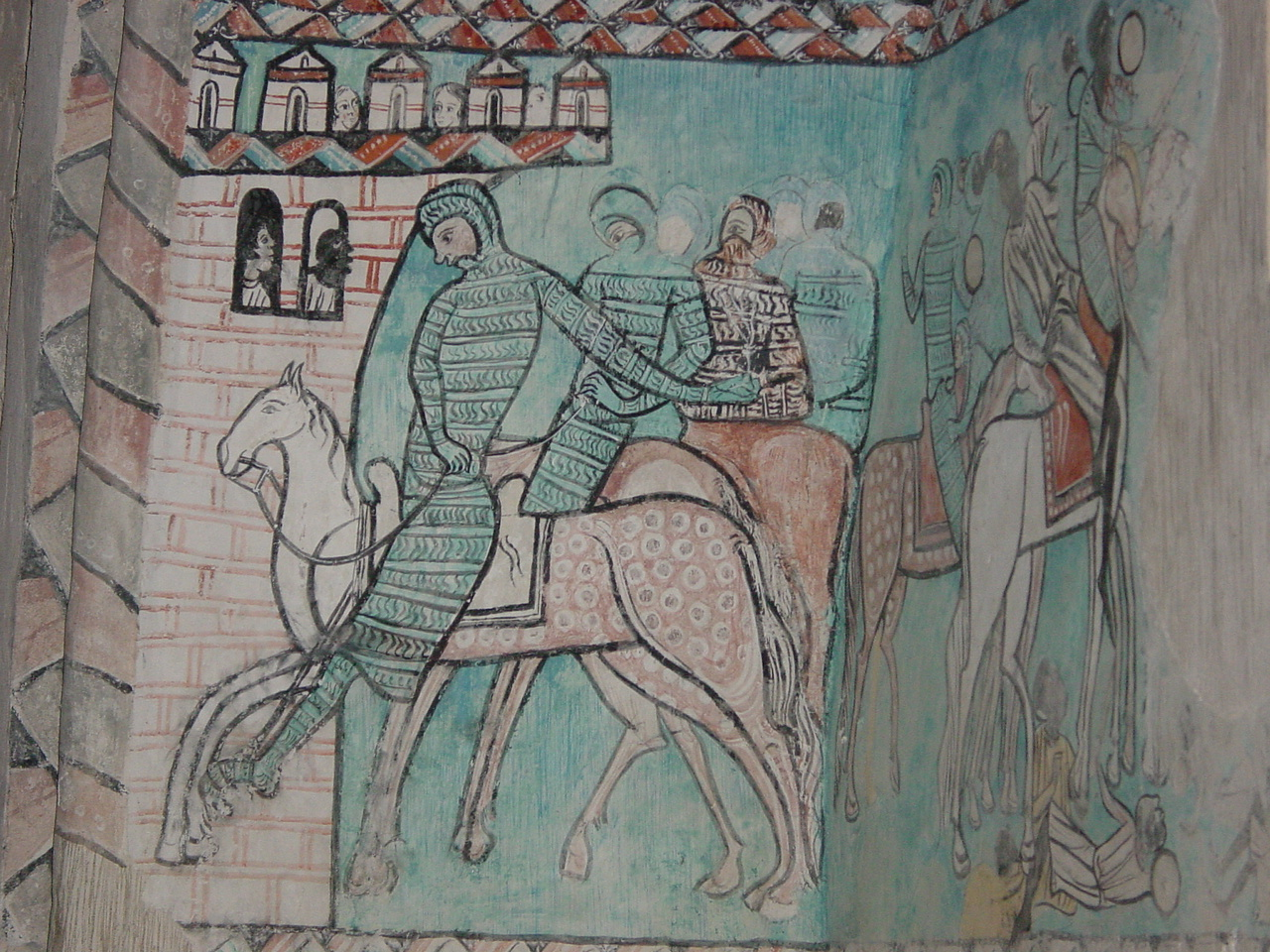
Detalle del mural conservado en el monasterio de Santa María de Valbuena.

Se cree que primero se realizó el encargo de los murales de Barcelona por parte del rey y de algunos nobles y después por parte religiosa de la isla, a este mismo taller, se le efectuó el encargo de los retablos antes nombrados. También fueron de esta misma opinión los historiadores Dalmases y Pitarch, al relacionar un taller «que después de trabajar en Barcelona lo hizo hacia 1300 en Mallorca».
En la península ibérica estos murales guardan semejanza y por tanto han sido comparados con las pinturas que se encuentran en el monasterio de Santa María de Valbuena en Valladolid, donde se representa La conquista de Arjona en 1244. Otros similares son los de la iglesia rupestre di Santa Margherita de Melfi en Italia realizadas hacia 1290 por un maestro llamado «catalano-rosellonés», dentro del ámbito del Reino de Nápoles.

## Tema

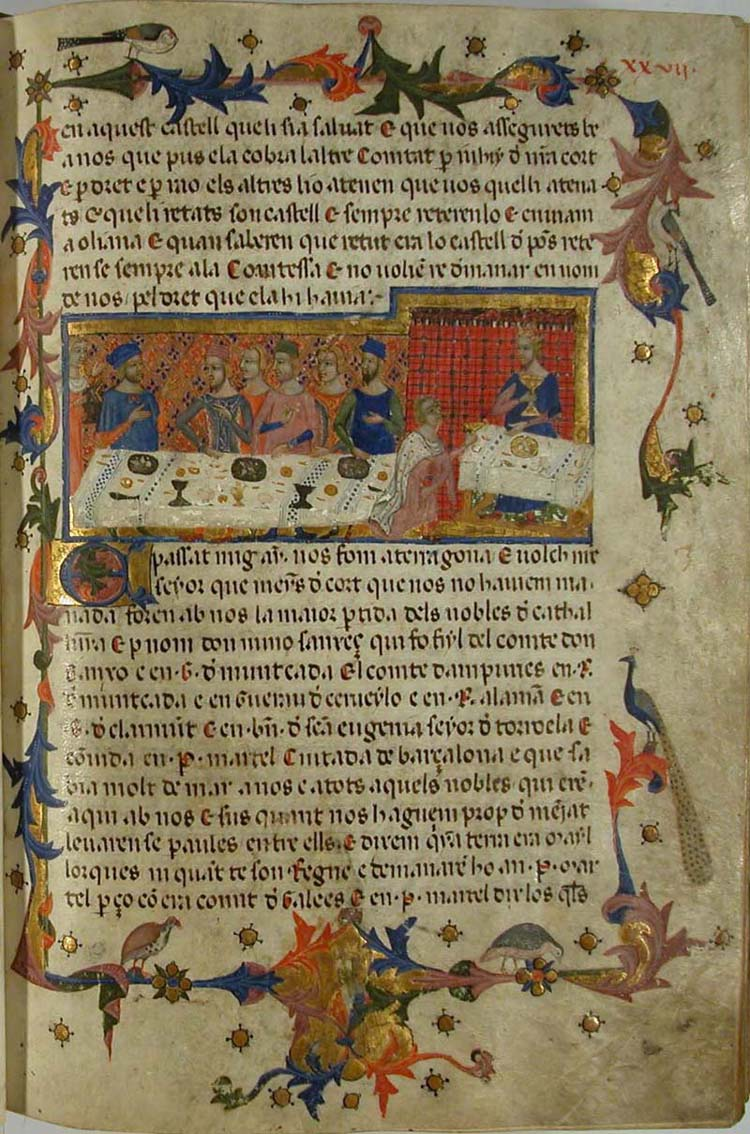
El Llibre dels feits, con la ilustración de la llamada «Cena de Tarragona», donde se habría decidido la conquista de Mallorca por el rey Jaime I.

El tema presentado sobre la narración de la conquista de Mallorca del año 1229, se basa en las fuentes literarias de dos de las grandes crónicas catalanas, el Llibre dels feits y la Crónica de Bernat Desclot, esta última fue empezada a escribir en 1283 y los últimos capítulos entre 1285 y 1295, fecha contemporánea con las pinturas murales y cuando Bernat Desclot pertenecía como funcionario en la curia real.

### Conquista de Mallorca
Un grupo de prohombres catalanes presididos por Jaime I se reunieron en casa de Pedro Martell, durante la segunda quincena de noviembre del 1228 en Tarragona, para preparar la conquista de Mallorca. Reunidas las Cortes de Barcelona, el 23 de diciembre de 1228, después de tres días de deliberaciones los tres brazos acordaron el proyecto de la expedición. Al año siguiente, el 5 de septiembre de 1229 las naves catalanas zarparon de Salou, Cambrils y Tarragona rumbo hacia el desembarco en Santa Ponsa. Se venció a los moros, el 12 de septiembre en la batalla de Portopí. El 31 de diciembre, después de tres meses de asedio se conquistó Madina Mayurqa a Abu-l-Ulà Idrís al-Mamun. Esta cruzada fue comandada por el propio Jaime I de Aragón y tuvo como consecuencia la destrucción del poder almohade en la isla, la esclavización de la población andalusí autóctona, la repoblación de la isla con población cristiana bajo un régimen feudal y la creación del Reino de Mallorca.

## Palacio Aguilar
«Palacio Aguilar» redirige aquí. Para más información, véase Palacio Aguilar

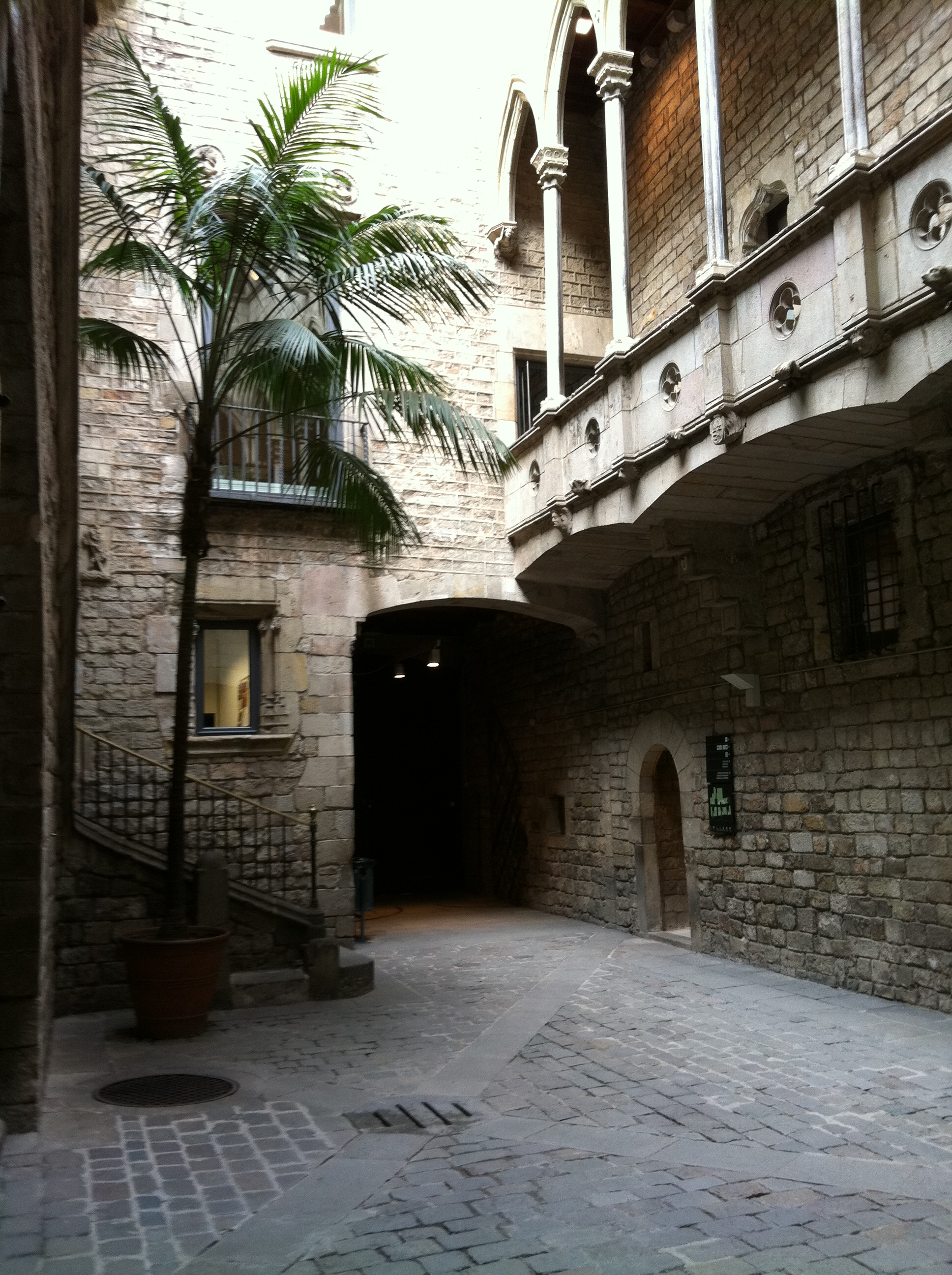
Patio interior del Palacio Aguilar.

El edificio del palacio donde se descubrieron las pinturas, fue construido en la segunda mitad del siglo XIII por el mercader Bernat de Caldes, del que tomó el nombre de «Palacio de Caldes», está situado en el número 15 de la calle Montcada de Barcelona, en uno de los principales puntos de la antigua ciudad medieval el llamado barrio de las Arenas o de Santa María del Mar, esta calle se había urbanizado hacía más o menos un siglo atrás. En el artesonado de la sala donde se había decorado con las pinturas murales de la conquista de Mallorca, apareció el escudo de la familia con un caldero. Posteriormente cuando cambió de propietario, y como era costumbre, sobre este caldero se colocó el nuevo escudo del que adquirió el edificio, así se pintó un lirio y una rosa y encima un árbol emblema de los Lledó que fueron los propietarios desde 1317 a 1335. Perteneció a varios nobles de la Corte de Aragón, hasta que en 1386 la familia burguesa Coromines-Desplà lo adquirió, para venderlo más tarde a Joan Berenguer de Aguilar, de quien tomó el nombre por el que es conocido actualmente el «Palacio de Aguilar" o "Palacio de Berenguer de Aguilar».
Cuando el palacio ya había pasado a propiedad municipal desde 1953, y mientras se realizaban obras de restauración en el año 1961 para su uso como sede del Museo Picasso, se descubrieron las pinturas en una sala cercana al patio central del palacio, que se encontraban cubiertas al igual que el artesonado de madera policromada, por una gran capa de mortero, además las mencionadas pinturas habían sido picadas para conseguir una buena adherencia de la capa de yeso que cubría las paredes.

## Descripción

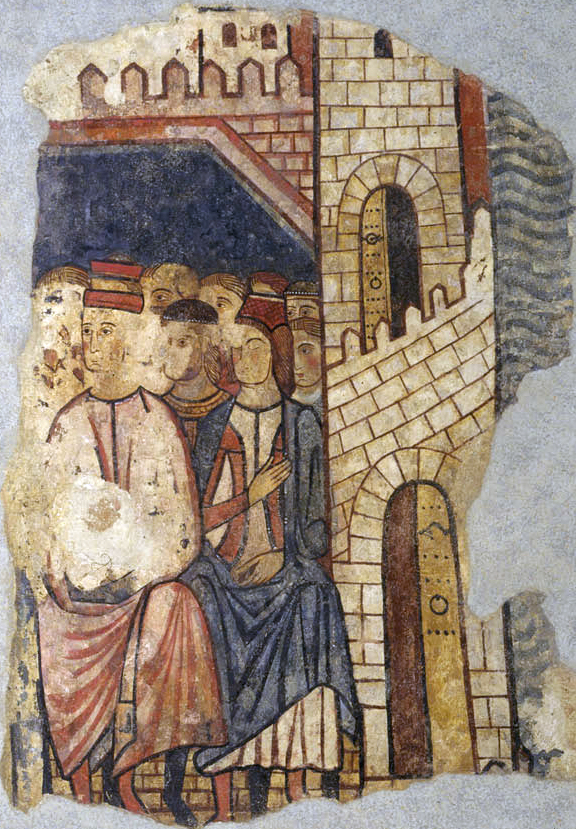
Representación de la reunión de las Cortes que tuvieron lugar en 1228.

Se trata de tres paneles de pinturas realizadas al fresco y trasladadas a tela para su conservación, el estilo de la pintura está catalogado como de gótico lineal y datadas entre 1285 y 1290.
Fueron restauradas en 1961 y aunque faltan bastantes fragmentos, se ha podido identificar que la serie muestra los episodios en los que se ve la reunión de Les Cortes de Barcelona, la Batalla de Porto Pi  y el Campamento real y asalto a la ciudad de Mallorca. La composición todavía muestra una tendencia románica aunque el realismo de los detalles y los fondos con paisaje en lugar de pintura plana además de la forma de tratar las figuras con expresión y queriendo representarlas como retrato ya muestra la tendencia hacia el estilo de la pintura franco gótica.
El primer panel donde empieza la narración —de derecha a izquierda— es el identificado como Las Cortes de Barcelona. En la representación se observa la muralla de la ciudad de Barcelona de la que sobresale el campanario románico de la catedral, y un grupo de personajes sentados, que seguramente corresponde a la reunión de las Cortes que tuvo lugar en diciembre de 1228 para decidir los detalles del asalto militar de Mallorca. Se encuentran pequeños restos de fragmentos de pintura que podrían corresponder a una batalla naval.

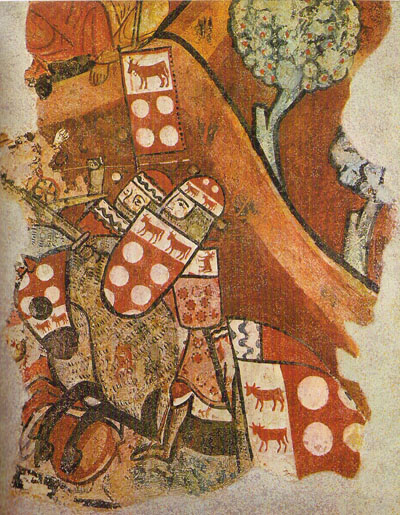
Detalle donde aparece Guillermo II de Bearne.

La Batalla de Porto Pi. El 11 de septiembre de 1229 Jaime I desplegó sus tropas en la bahía de Santa Ponsa. El mismo día tuvo lugar la batalla de Portopí decisiva con los musulmanes, que el panel muestra sobre un fondo decorado con montañas y árboles de copa redonda, en una de estas montañas se observa un grupo de musulmanes con pendones y escudos, la parte principal es en la que se aprecia la muerte de Guillermo II de Bearne, el cual se encuentra sobre su caballo con la espada en la mano y el escudo donde aparecen las armas de los panes de Montcada y las vacas de Bearn, a su lado hay un caballero no identificado que se enfrenta a la tropa sarracena, sigue esta escena fielmente los textos de los relatos de la Crónica de Bernat Desclot.
|                                                 |
| Detalle de la tienda real con Jaime I de Aragón |

|                                                           |
| Detalle con Hugo IV de Ampurias y Pero Maça de Sangarrén. |

El último panel es el que representa el Campamento real y asalto a la ciudad de Mallorca, el campamento se representa a la derecha con la tienda real pintada con franjas de amarillo y rojo en primer término, Jaime I está sentado en el centro rodeado de caballeros, a su izquierda, de los tres representados, el que lleva una hilera de pequeñas calderas ha sido identificado como Nuño Sánchez conde del Rosellón. A la derecha del rey se encuentran Guilabert de Cruïlles, con una cruz blanca sobre rojo en el casco de la cabeza. Con la mano apoyada sobre la rodilla del rey, el obispo de Barcelona Berenguer de Palou con su mitra sobre la cabeza y a su lado el caballero Ramón de Centelles identificable por el enlosado rojo perteneciente a su linaje y que lleva dibujado en su manga. La tienda del lado izquierdo del rey, con franjas horizontales rojas, es la que pertenece al conde de Ampurias Hugo IV de Ampurias que se encuentra conversando con el caballero aragonés Pero Maça de Sangarrén que tiene su emblema grabado en el casco. Se encuentran apartados del grupo del soberano, siguiendo los relatos de las crónicas que así lo describen, como muestra por parte del conde de su disconformidad con el rey.

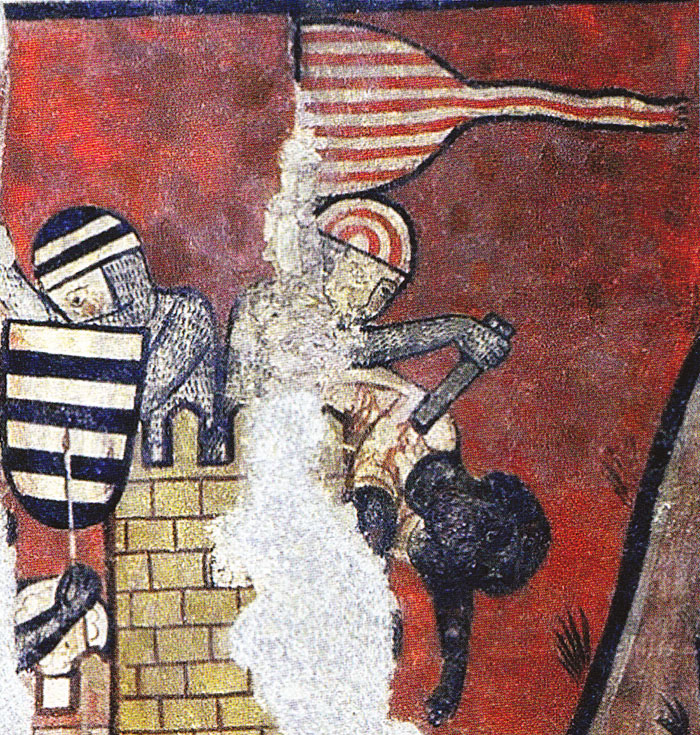
Detalle del asalto a Madina Mayurqa.

El asalto a Madina Mayurqa se representa a partir de la parte inferior de la tienda real, donde junto a una tienda medio desaparecida, aparece una máquina de ataque que podría ser un fundíbulo y a su lado un grupo de soldados que se dirige a la ciudad y que son atacados por otro grupo de sarracenos que han salido a recibirlos. Una muralla con torres rodea la ciudad llena de casas, en el centro de la cual se ve el castillo de la Almudaina protegido por un doble recinto amurallado. La torre más cercana al campamento ha sido asaltada por dos caballeros catalanes que llevan una bandera real y que luchan contra un musulmán negro, mientras las otras torres más lejanas aún son defendidas por sarracenos.

### Cronología
Para su datación se ha tenido en cuenta un escudo de Jaime II de Aragón, que se observa en los murales y que es anterior a la Paz de Anagni —24 de junio de 1295—. Otro dato es la inscripción de 1292, que tiene la Urna de San Cándido , procedente del monasterio de Sant Cugat, la cual presenta un diseño similar al de las pinturas de la conquista de Mallorca, en la forma de estructurar los grupos de personajes así como los árboles redondeados que destacan sobre el fondo. Por todo ello, se datan las pinturas, realizadas en el momento del reinado de Alfonso III de Aragón, rey que también ocupó temporalmente Mallorca entre 1285 y 1291, además de ser también bajo su mandato cuando se escribió la Crónica de Bernat Desclot.

## Estilo

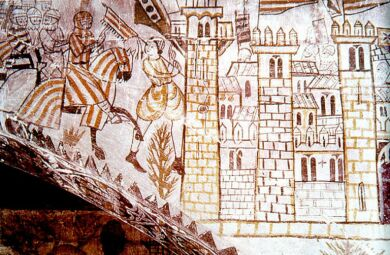
Detalle de la entrada de Jaime I a Valencia, en el castillo de Alcañiz.

Estas pinturas pertenecen al género histórico militar o pintura profana de conmemoración de gestas y hechos heroicos. Un ejemplo similar de la misma época es una pintura de un arcosolio conservada en el MNAC y procedente de San Vicente de Cardona donde está representada la Defensa de Gerona en 1285 y que este hecho también está descrito en la misma obra de Bernat Desclot. Es una de las obras pictóricas que también podría ser atribuida al maestro de la conquista de Mallorca. Un poco más tardías hacia comienzos del siglo XIV son otras obras de estilo similar en gótico lineal, que se encuentran en la torre del castillo de Alcañiz y que representan la Conquista de Valencia por Jaime I.
La afinidad estilística está bien clara cuando se comparan estas pinturas con las también murales del Palacio Real Mayor de Barcelona, las dos fechadas entre 1285 y 1290, ambas, además de presentar el mismo tema, fueron realizadas con el uso mayoritario de los colores rojo, azul, ocre y negro y con un trazo lineal profundamente marcado en negro. El sentido de la narración es a la inversa del empleado en la escritura, es decir, de derecha a izquierda, con una gran agilidad en su narración. No se ha podido llegar a ninguna conclusión, de cuál de las dos series de pinturas, la del Palacio Real o la del Palacio Aguilar fue la primera en realizarse. Podía ser primero la del Palacio Real donde las pinturas muestras en carácter más épico y monumental con la representación de desfiles militares más compactos y después las otras del Palacio Aguilar, ya que se aprecia una mayor libertad creativa quizá por no ir destinada a la sala de recepciones reales.
La curiosidad de que fueran del mismo tema y estilo las pinturas murales de los dos palacios, queda resuelta con el dato histórico que Dolça de Caldes  —hija de Bernardo de Caldes propietario del Palacio Aguilar—, en el momento del fallecimiento del rey Alfonso el Franco en 1291, esperaba un hijo suyo y el rey antes de morir pidió a su hermano Jaime, futuro rey Jaime el Justo, que tomara bajo su protección a Dolça y al futuro hijo que de ella esperaba.

### Iconografía
Las iconografías para ilustrar crónicas militares o narraciones legendarias, fueron numerosas desde el siglo XIII, como el Lancelot de Chrétien de Troyes o las pinturas al fresco que adornaron palacios de caballeros de la nobleza que deseaban que quedasen inmortalizadas sus hazañas, además de los palacios de Barcelona, existe una narración de la lucha de Guillermo de Orange en la Tour Ferraude de Pernes (Vaucluse) y otro ejemplo un poco posterior es la pintura mural en el Palazzo Público de Siena en que se presenta al capitán Guidoriccio a Fogliano como conquistador de la ciudad, esta fue realizada por Simone Martini.

## Restauración

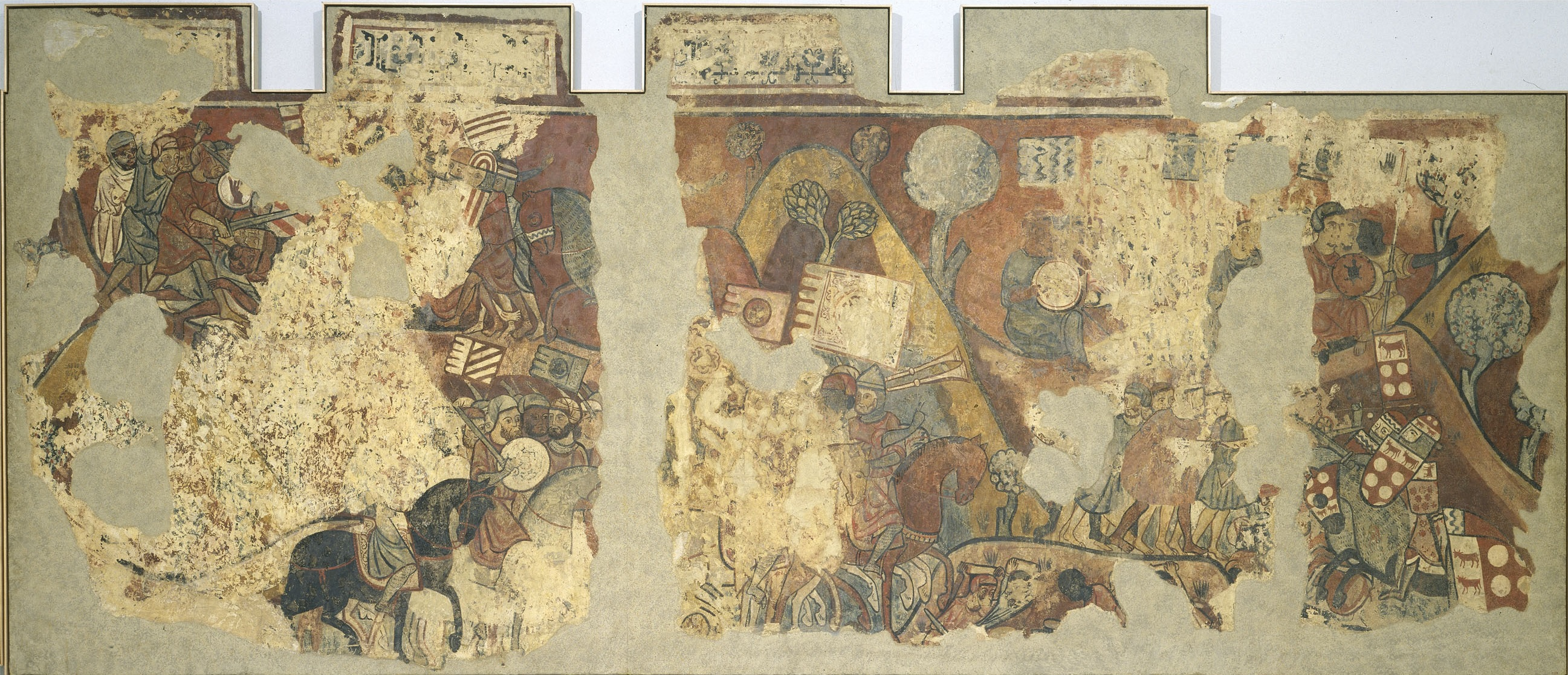
Panel de la Batalla de Portopí.

Ante los descubrimientos de los frescos en el Palacio Aguilar se procedió a una meticulosa limpieza y su desprendimiento con la técnica llamada a strappo, que permitía aislar las pinturas murales de las paredes mediante una mezcla de goma laca incolora y descerada, y cubrirla con una tela de algodón tratada previamente a base de hervirla, para quitarle el apresto y pegarla con cola orgánica caliente, que al secarse permitía arrancar la película pictórica, como si de un negativo se tratara, y enrollarla. Así se pudieron trasladar hasta el taller de restauración del Palacio Nacional, donde se rebajaron por el reverso hasta conseguir una capa de grosor delgado, después se adhirió la pintura por el dorso a unas nuevas telas mediante caseinato cálcico y acetato de polivinilo, y se colocaron en un nuevo soporte después de proceder a retirar las telas, colocadas en la parte frontal para su transporte, por medio de agua caliente. Las pequeñas faltas o lagunas de la pintura se llenaron con acuarela pero en tonos más bajos que los originales y los grandes fragmentos que faltaban se dejaron sin llenar, sólo marcando algunas líneas donde se creyó oportuno para poder seguir la lectura de la narración.